# عصر الفايكنج
كان عصر الفايكنج فترة في تاريخ أوروبا، وخاصة أوروبا الشمالية والتاريخ الإسكندنافي، تمتد من أواخر القرن الثامن حتى القرن الحادي عشر. وقد استكشف الفايكنج النرويجيون أوروبا بمحيطاتها وبحارها أثناء التجارة والحرب. كما وصل الفايكنج إلى أيسلندا وجرينلاند ونيوفاوندلاند والأناضول. بالإضافة إلى ذلك، هناك دليل على تأييد أسطورة فينلاند التي وصلها الفايكنج من الغرب الأقصى إلى قارة أمريكا الشمالية.

## الاعتبارات التاريخية
بدأ عصر الفايكنج بشكل كبير في إنجلترا في 8 من يونيو عام 793 عندما دمر الفايكنج دير على جزيرة ليندسفارن، التي كانت مركزًا شهيرًا للتعلم في جميع أنحاء القارة. وقتل الفايكنج الرهبان في الدير، وألقوا بهم في البحر كي يغرقوا أو حملوهم على أنهم عبيد مع الكنوز التي حصلوا عليها من الكنيسة. وسُحبت ثلاث سفن من سفن الفايكنج إلى خليج بورتلاند قبل ست سنوات، ولكن قد تكون هذه الغزوة بعثة تجارية ذهبت بالخطأ بدلاً من أن تكون غارة قرصانية. ولكن الوضع على جزيرة ليندسفارن كان مختلفًا. فقد صدم الدمار الذي أحدثه الفايكنج على جزيرة نورثمبريا المقدسة المحاكم الملكية في أوروبا وأنذرها. وحسبما أعلن باحث جامعة نورثمبريا ألكوين من يورك، «لم تشاهَد من قبل مثل هذه الفظائع»[بحاجة لمصدر]. وقد ألقى الهجوم على ليندسفارن، أكثر من أي حدث آخر، بظلاله على فهم الفايكنج خلال الإثني عشر قرنًا التالية. ولم يبدأ العلماء من خارج الدول الإسكندنافية في إعادة تقييم إنجازات الفايكنج حتى تسعينيات القرن التاسع عشر (1890)، معترفين بفنهم ومهاراتهم التقنية ومهاراتهم في الإبحار.
كان يُصور الفايكنج، حتى عهد الملكة فيكتوريا في مملكة بريطانيا العظمى وإيرلندا المتحدة، على أنهم عُنفا ومتعطشون للدماء. فقد صورتهم دائمًا سجلات إنجلترا في القرون الوسطى على أنهم «ذئاب مفترسون بين الخراف».
ظهرت أول التحديات للصور العديدة المضادة للفايكنج في القرن السابع عشر. وبدأت الأعمال العلمية الرائعة عن عصر الفايكنج تصل إلى جمهور القراء الصغير في بريطانيا. وبدأ علماء الآثار في كشف النقاب عن عصر الفايكنج السابق في بريطانيا. بدأ المولعون باللغة في العمل على تحديد أصول عصر الفايكنج لإيجاد عبارات وأمثال ريفية. وعملت القواميس الجديدة للغة الإسكندنافية القديمة على تمكين الفيكتوريين من التنازع على القصص الملحمية الأيسلندية الأولى.
كان، توماس بارتولين وأولي وورم، وهما عالمان دانماركيان من القرن السابع عشر إلى جانب أولاف راد بك في السويد، أول من وضعوا معايير لاستخدام النقوش الرونية والقصص الملحمية الأيسلندية كمصادر تاريخية. وخلال عصر التنوير وعصر النهضة في الشمال، أصبحت المعرفة التاريخية في الدول الإسكندنافية أكثر عقلانية وواقعية في أعمال المؤرخ الدانماركي النرويجي لودفيج هولبرج والسويدي أولوف فون دالين. خلال النصف الثاني من القرن الثامن عشر، كانت لا تزال القصص الملحمية تستخدم كمصادر تاريخية مهمة، ولكن كان عصر الفايكنج يعتبر كفترة وحشية وغير حضارية في تاريخ البلدان الشمالية. وحتى وقت قريب كان عصر الفايكنج يعتمد بشكل كبير على القصص الملحمية الأيسلندية وتاريخ الدانماركيين الذي كتبه ساكسو غراماتيكوس والوقائع الأولية الروسية وحرب الأيرلنديين مع الأجانب. لا يزال عدد قليل من العلماء يقبلون هذه النصوص كمصار موثوقة؛[محل شك] حيث يعتمد المؤرخون اليوم على علم الآثار وعلم العملات، وهي التخصصات التي قدمت إسهامات قيمة من أجل فهم تلك الفترة.

## الخلفية التاريخية

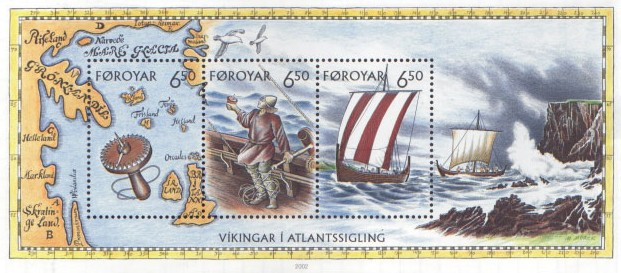
رحلات الفايكنج في شمال المحيط الأطلسي

كان الفايكنج الذين غزوا أوروبا الغربية والشرقية في الأغلب وثنيين من الدانمارك والنرويج والسويد. وقد استوطنوا أيضًا جزر فارو وجزيرة أيرلندا وآيسلندا واسكتلندا (كيثنيس وهبريدس والجزر الشمالية) وجرينلاند وكندا.
أصبحت لغتهم اللغة النوردية القديمة، هي اللغة الأم لما يعرف اليوم باسم اللغات الجرمانية الشمالية. وبحلول عام 801، يبدو أنه تم تأسيس سلطة مركزية قوية في جوتلاند، وكان الدانماركيون ينظرون إلى أبعد من المناطق التي يمتلكونها من الأراضي والتجارة والنهب.
في النرويج، شكلت التضاريس الجبلية والمضايق البحرية حدودًا طبيعية قوية. وظلت المجتمعات هناك مستقلة عن بعضها البعض، على عكس الوضع في الدانمارك التي تعتبر بلادًا منخفضة. بحلول عام 800، وصل عدد الممالك الصغيرة الموجودة بالنرويج إلى 30 مملكة.
وكان البحر أسهل وسيلة للاتصال بين الممالك النرويجية والعالم الخارجي. وقد بدأ الإسكندنافيون في القرن الثامن في بناء السفن الحربية وإرسالها في حملات هجوم لبدء عصر الفايكنج. وقد كان قراصنة بحر الشمال تجارًا ومستعمرين ومستكشفين فضلاً عن أنهم لصوص.

## الأسباب المحتملة للتوسع الإسكندنافي
اعتمد المجتمع الإسكندنافي على الزراعة والتجارة مع الشعوب الأخرى وأكد تأكيدًا عظيمًا على مفهوم الشرف، في كل من القتال وفي نظام العدالة الجنائي. فعلى سبيل المثال، كان من غير العادل والخاطئ أن يقوموا بمهاجمة عدو يخوض بالفعل معركة مع عدو آخر.
من غير المعروف ما الذي أدى إلى التوسعات والفتوحات الإسكندنافية. وقد تزامنت هذه الحقبة مع الحقبة القروسطية الدافئة (من عام 800 إلى 1300) وانتهت ببدء العصر الجليدي الصغير (حوالي من عام 1250 إلى 1850). كما تزامن بدء عصر الفايكنج، مع نهب ليندسفارن، مع حروب ساكسون التي خاضها شارلمان أو الحروب المسيحية مع الوثنيين في ساكسونيا. يضع المؤرخان رودولف سيمك وبرونو دوميزيل نظرية مفادها أن هجمات الفايكنج قد تكون ردًا على انتشار المسيحية بين الشعوب الوثنية. حيث يعتقد أستاذ رودولف أنه «ليس من قبيل الصدفة إذا حدث النشاط المبكر للفايكنج في عهد شارلمان». وبسبب تغلغل المسيحية في الدول الإسكندنافية، قسّم نزاع خطير النرويج لمدة قرن تقريبًا.
بوجود وسائل السفر (مثل السفن الطويلة والمياه المفتوحة)، قادت رغبة التجار الإسكندنافيين في الحصول على بضائع إلى استكشاف وتطوير شراكات تجارية واسعة في مناطق جديدة. وقد أُشير إلى أن الدول الإسكندنافية عانت من ممارسات تجارية غير متكافئة فرضها عليهم دعاة المسيحية وأدى هذا في النهاية إلى انهيار العلاقات التجارية والإغارة عليهم. وكان التجار البريطانيون، الذين أعلنوا صراحة أنهم مسيحيون وأنهم لن يتاجروا مع وثنيين وكفار (الإسكندنافيين)، يفضلون الحصول على مكانة التوافر وتسعير السلع من خلال شبكة مسيحية من التجار. وقد وُجد نظام مزدوج المستويات للتسعير مع كل من التجار المعلنين وغير المعلنين الذين يتاجرون سرًا مع مجموعات محظورة. وكانت حملات هجوم الفايكنج منفصلة عن البعثات التجارية المنتظمة ومتعايشة معها. وقد كانت الشعوب، التي لديها تقاليد الهجوم على جيرانها عندما تكون مطعونة في شرفها، تتعرض لهجوم من الشعوب الأجنبية المطعونة في شرفها.
ويقترح المؤرخون أيضًا أن عدد سكان إسكندنافيا كان كبيرًا جدًا على شبه الجزيرة ولم تكن هناك أراضٍ زراعية جيدة تكفي الجميع. مما أدى إلى طرد البعض للحصول على المزيد من الأراضي. وقد أدت الصراعات الداخلية في الدول الإسكندنافية، وخاصة فيما يخص المستوطنة وفترة الاحتلال التي أعقبت الهجمات المبكرة، إلى التمركز التدريجي للسلطة في عدد أقل من الأيدي. كما هاجر الحكام المحليون المخولون سابقًا بالسلطة والذين لم يرغبوا في أن يضطهدهم الملوك الجشعون إلى بلاد ما وراء البحار. وقد أصبحت آيسلندا الجمهورية الحديثة الأولى في أوروبا، مع عقد الاجتماع السنوي للمسؤولين المنتخبين الذي يسمى البرلمان، على الرغم من أن قبائل القوط فقط (ملاك الأراضي الأثرياء) هم من كان لهم حق التصويت.

## نظرة تاريخية عامة

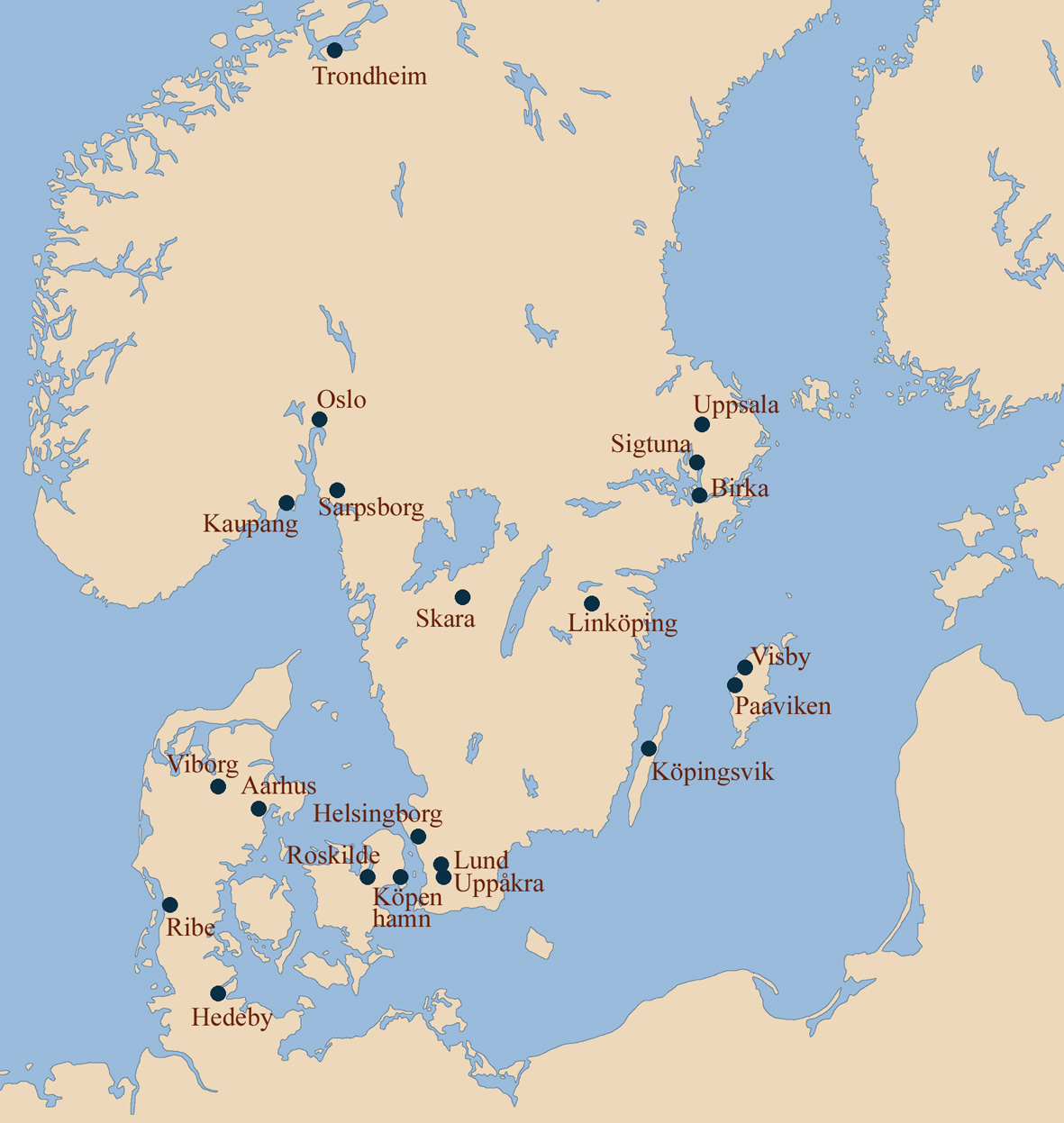
المدن الإسكندنافية في عصر الفايكنج

كانت بداية غارات الفايكنج عام 787م عندما أبحرت مجموعة من الرجال من النرويج، حسب السجلات الأنجلوسكسونية، إلى جزيرة بورتلاند في دورست. وهناك، ظن أحد المسؤولين الملكيين خطأ أنهم تجار. ولكنهم قتلوه عندما حاول حملهم على مرافقته إلى القصر الريفي الخاص بالملك لدفع ضريبة تجارية على بضائعهم. وبالرغم من ذلك، يرد إلينا أن بداية عصر الفايكنج في الجزر البريطانية كانت على الأغلب عام 793. وسُجّل في السجلات الأنجلوسكسونية أن الإسكندنافيين هاجموا أهم دير على جزيرة ليندسفارن (لاحظ أن التاريخ المسلّم بصحته عمومًا هو في الواقع يوم 8 يونيو، وليس يناير):
في عام 794، كان هناك هجوم خطير، وفقًا لـحوليات ألستر، على دير ليندسفارن الأصلي في جزيرة إيونا، الذي تبعه غارات على الساحل الشرقي لـ أيرلندا في عام 795. ومن قواعدهم هناك، هاجم الإسكندنافيون جزيرة إيونا مرة أخرى في عام 802، متسببين في مجزرة كبيرة بين الإخوة أتباع الله Céli Dé، وانهار الدير تحت وطأة الحريق.
انتهى عصر الفايكنج في إنجلترا بالغزوة الفاشلة التي حاول الملك النرويجي هارالد الثالث القيام بها (هارالد هاردرادا)، والذي هزمه الملك هارولد جودوينسون، وهو من أصل ساكسوني، في عام 1066 في معركة جسر ستامفورد؛ وفي أيرلندا، بوقوع مدينة دبلن في الأسر على يد الملك ريتشارد دي كلير، الإيرل الثاني لبيمبروك وقواته الأيرلندية النورمانية في عام 1171، وفي اسكتلندا بهزيمة ملك النرويج هاكون هاكونارسون عام 1263 في معركة لارجس على يد القوات الموالية لـ ملك اسكتلندا ألكسندر الثالث. ثم هُزم جودوينسون بعد ذلك في غضون شهر على يد ملك آخر من سلالة الفايكنج، وهو ويليام الأول، دوق النورماندي (غزا الفايكنج (النورمان) دوقية النورماندي عام 911). وقد أخذت اسكتلندا شكلها الحالي عندما استعادت أراضيها من الإسكندنافيين بين القرن الـ 13 والـ 15؛ بينما ظلت الجزر الغربية وجزيرة مان تحت الحكم الإسكندنافي حتى عام 1266. وكانت جزر أوركني وشتلند تخص ملك النرويج حتى أواخر عام 1469.
يعتبر عصر الفايكنج في الدول الإسكندنافية منتهيًا بتأسيس السلطة الحاكمة في هذه الدول وإقرار المسيحية بأنها الديانة السائدة. ويقدر هذا التاريخ تقريبًا بنهاية القرن الـ 11 في الدول الإسكندنافية الثلاث. وقد تميزت نهاية عصر الفايكنج في النرويج بـمعركة ستيكلي ستاد عام 1030، وعلى الرغم من خسارة جيش أولاف هارالادسون (الذي عُرف فيما بعد بالقديس أولاف) هذه المعركة، إلا أن المسيحية انتشرت بعد وفاته جزئيًا بقوة شائعات الآيات الإعجازية. ولم يعد يُسمى النرويجيون بالفايكنج.
كانت السفن الطويلة المصنوعة بطريقة تداخل الألواح، والتي كان يستخدمها الإسكندنافيون، مناسبة للإبحار في المياه العميقة والضحلة على حد سواء. فقد وسعت نطاق المغيرين الإسكندنافيين والتجار والمستوطنين على طول الخطوط الساحلية وعلى طول وديان الأنهار الكبرى في شمال غرب أوروبا. كما قام الأمير روريك بتوسعات باتجاه الشرق وأصبح حاكمًا في عام 859 إما عن طريق الاحتلال أو دعوة السكان المحليين لمدينة فيليكي نوفغورود (التي تعني «المدينة الجديدة»)، التي تقع على نهر فولخوف، له. وقد قامت أسرة روريك بالمزيد من التوسعات، مؤسسين دولة كييف روس وعاصمتها مدينة كييف. وقد استمر هذا الاحتلال حتى عام 1240، وهو وقت بدء الغزو المغولي.
وقد واصل الإسكندنافيون الآخرون، وخاصة أولئك القادمين من المنطقة التي هي في عصرنا الحالي السويد والنرويج، توسعاتهم حتى الجنوب باتجاه البحر الأسود ثم إلى القسطنطينية. وكلما جنحت السفن الخاصة بالفايكنج في المياه الضحلة، كانوا يقومون، حسبما ذُكر، بقلبها على جنبها وسحبها عبر المياه الضحلة إلى المياه العميقة. وقد جلبت الاتصالات الشرقية التي قام بها هؤلاء «الإفرنج» الحرير البيزنطي والعملات المعدنية من سمرقند، حتى القواقع البحرية من البحر الأحمر، إلى مدينة يورك الإسكندنافية.
كانت مملكة الفرنجة تحديدًا وبقيادة الملك شارلمان هي الأكثر تضررًا من هؤلاء المغيرين، الذين تمكنوا من الإبحار حتى نهر السين وتحصنوا بالقرب منه. وقرب نهاية عهد شارلمان (وطوال عهود أبنائه وأحفاده)، بدأت سلسلة من الغارات الإسكندنافية وبلغت ذروتها بالغزو الإسكندنافي التدريجي واستيطانهم في المنطقة التي تعرف الآن باسم نورماندي.
في عام 911، كان الملك الفرنسي تشارلز البسيط قادرًا على إبرام اتفاق مع قائد غزوات الفايكنج رولو النورماندي، وهو زعيم من أصول عليها خلاف وهي إما أصول نرويجية أو دانماركية. وقد أعطى تشارلز لقب دوق لرولو ومنحه وأتباعه ملكية نورماندي. وفي المقابل، أقسم رولو على الولاء لتشارلز واعتنق المسيحية وتعهد بالدفاع عن المنطقة الشمالية من فرنسا ضد غارات المجموعات الأخرى من الفايكنج. وبعد عدة أجيال، لم يعتبر أحفاد النورمان، لهؤلاء المستوطنين الفايكنج، أنفسهم فرنسيين فقط ولكنهم حملوا اللغة الفرنسية أيضًا، وثقافتهم المختلفة عن الثقافة الفرنسية، إلى إنجلترا عام 1066. ومع غزو النورمان لإنجلترا، أصبحوا الطبقة الأرستقراطية الحاكمة في إنجلترا الأنجلوسكسونية.

## الجغرافيا

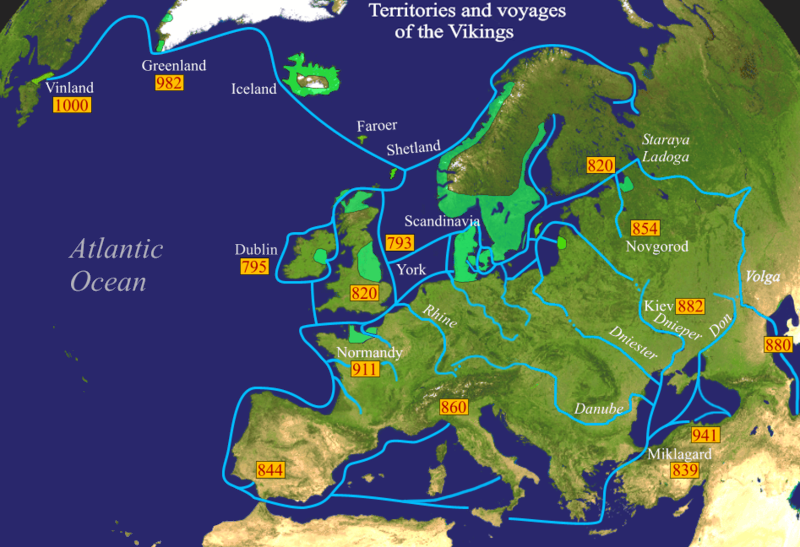
بعثات الفايكنج (بالخط الأزرق): توضح الاتساع الهائل لرحلاتهم في معظم أجزاء أوروبا والبحر الأبيض المتوسط وشمال إفريقياوآسيا الصغرى والقطبين وأمريكا الشمالية

هناك العديد من الآراء المختلفة التي تتعلق بالأسباب التي أدت إلى غزوات الفايكنج. فالبنسبة للناس الذين يعيشون على طول الساحل، يبدو لهم سعي الفايكنج للحصول على أراض جديدة بالقرب من البحر شيئًا طبيعيًا. وهناك سبب آخر ألا وهو أنه خلال تلك الفترة كانت إنجلترا وويلز وأيرلندا، التي كانت مقسمة إلى ممالك عديدة مختلفة ومتحاربة، في حالة من الفوضى الداخلية وأصبحوا فريسة سهلة للغزاة. وبرغم ذلك، دافع الفرنجة عن سواحلهم جيدًا وحصّنوا الموانئ والمرافئ بشكل كبير. وقد يكون التعطش الخالص للمغامرة أحد العوامل التي أدت للغزو، أيضًا. ويعتقد البعض أن السبب وراء هذه الهجمات هو الزيادة السكانية الناجمة عن التقدم التكنولوجي، مثل استخدام الحديد. على الرغم من أنه كان يمكن أن يكون هناك سبب آخر جيد وهو الضغط الذي سببته توسعات الفرنجة إلى الجنوب من الدول الإسكندنافية وهجماتهم المتلاحقة على شعوب الفايكنج. وهناك عامل مساعد آخر وهو قيام هارالد الأول ملك النرويج («هارالد فايرراير») بتوحيد النرويج في هذا الوقت، وكان الجزء الأكبر من الفايكنج محاربين نازحين تم طردهم من مملكته والذين لم يكن لديهم مكان يذهبون إليه. ونتيجة لكل لذلك، أصبح الفايكنج غزاة، بحثًا عن مورد رزق وقواعد يشنون منها غارات مضادة ضد هارالد. نظرية واحدة تم اقتراحها وهي أن الفايكنج كانوا يريدون زراعة المحاصيل بعد انتهاء فصل الشتاء وقاموا بغاراتهم بمجرد ذوبان الجليد على سطح البحر، ثم عادوا إلى الوطن بغنيمتهم في الوقت المناسب لحصد المحاصيل.
كان يتواجد أحد أهم المراكز التجارية في مدينة هيدابي. على مقربة من الحدود مع الفرنجة، كان هذا المركز في الواقع نقطة التقاء بين الثقافات، حتى تم تدميره نهائيًا على يد النرويجيين في نزاع طاحن حوالي عام 1050. وكانت يورك مركزًا لمملكة يورك الإسكندنافية منذ عام 866، وتُشير الاكتشافات هناك (مثل اكتشاف قبعة الحرير وتزوير إحدى عملات سمرقند والقواقع البحرية من البحر الأحمر أو الخليج العربي) إلى أن العلاقات التجارية الإسكندنافية تجاوزت حدود بيزنطة. ومع ذلك، يمكن أن تكون تلك المواد أيضًا من الواردات البيزنطية، وليس هناك سبب لافتراض أن الإفرنجسافروا كثيرًا خارج حدود بيزنطة وبحر قزوين.

## شمال غرب أوروبا

### إنجلترا
ضرب الغزاة الفايكنج إنجلترا في عام 793، حسب السجلات الأنجلوسكسونية، واقتحموا ليندسفارن وداهموا الدير الذي يحوي رفات القديس كوثبرت (Saint Cuthbert). وقتل الغزاة الرهبان واستولوا على المقتنيات الثمينة. تمثل هذه الهجمة بداية «عصر غزو الفايكنج»، الذي أصبح ممكنًا بفضل السفن الطويلة التي استخدمها الفايكنج. وكانت هناك أعمال عنف ولكن بشكل متقطع في العقد الأخير من القرن الـ 8 على شواطئ إنجلترا الشمالية والغربية: استمرت غارات الفايكنج على نطاق صغير في المدن الساحلية لإنجلترا. وبينما كانت مجموعات الإغارة الأولية صغيرة، يُعتقد أنها احتوت على عدد كبير من الخطط. وقد أغار النرويجيون خلال فصل الشتاء بين عامي 840 و841، بدلاً من إغارتهم في فصل الصيف كما اعتادوا، بعد انتظارهم على جزيرة قبالة أيرلندا. وفي عام 850 قضى الفايكنج فصل الشتاء لأول مرة في إنجلترا، على جزيرة جزيرة ثانيت بمقاطعة كنت. وفي عام 854 قضى الطرف المغير فصل الشتاء للمرة الثانية، على جزيرة شيبي في مصب نهر التايمز. وفي عام 864 عادوا إلى جزيرة ثانيت لكي يخيّموا بها في فصل الشتاء.

الأبرشياتالأنجلوسكسونية قبل عام 925. تعطلت الحياة الأبرشية العادية إلى حد كبير في إنجلترا خلال عصر الفايكنج.

في العام التالي، وصل الجيش الوثني العظيم بقيادة الإخوة إيفار المشلول وهالفدان وأوب راجنارسون، وأيضًا بقيادة ملك آخر من ملوك الفايكنج وهو جثرم) إلى إيست أنجليا. وشرعوا في عبور إنجلترا إلى نورثمبريا واستولوا على يورك، مؤسسين مجتمع الفايكنج في يورك الإسكندنافية، حيث استقر البعض مثل المزارعين والحرفيين. ولم تتمكن معظم الممالك الإنجليزية، التي كانت في حالة فوضى، من مقاومة هجمات الفايكنج. في عام 867، أصبحت نورثمبريا المملكة الشمالية للمنطقة التي ساد فيها قانون الدانيون، بعد أن احتلها الإخوة هالفدان ابن رانجر وايفار المشلول، الذي نصّب رجلاً إنجليزيًا وهو الملك إجبرت، ليكون مجرد دمية. في عام 870 وصل "جيش الصيف العظيم" إلى إنجلترا" بقيادة أحد قادة الفايكنج يُدعى باجسيك ومعه خمسةإيرل. بمساعدة الجيش الوثني العظيم (الذي غزا بالفعل الكثير من إنجلترا من قاعدته في يورك الإسكندنافية) وقوات باجسيك وقوات هالفدان (من خلال تحالفهم معًا)، هاجمت قوات الفايكنج المتحدة الكثير من أراضي إنجلترا حتى عام 871، عندما خططوا لغزو مملكة ويسيكس. في 8 يناير عام 871، قُتل باجسيك في معركة آشداون مع الإيرل. ونتيجة لذلك، عاد كثير من الفايكنج إلى شمال إنجلترا، حيث أصبحت يورك الإسكندنافية مركزًا لمملكة الفايكنج ولكن تمكن ألفريد العظيم من إبعادهم عن بلاده. وواصل ألفريد وخلفاؤه صد هجمات الفايكنج على الحدود وتمكنوا من أخذ يورك.
ظهرت موجة جديدة من هجمات الفايكنج النرويجية في إنجلترا عام 947 عندما استولى إريك بلوداكس على يورك. واستمر وجود الفايكنج طوال عهد الملك الدانماركي كانوت العظيم (1016–1035)، وبعد ذلك أضعفت سلسلة من المنازعات على الميراث من قوة أحفاده. في عام 1012، كان الفايكنج مشاركين في الحرب في إنجلترا كجيش ثينجمين، الذي كان بمثابة حاشية ملك إنجلترا. وعرض عليهم دفع ضريبة الدانيون، التي استمرت من عام 1012 حتى عام 1066 وأوقفت غارات الفايكنج لما يقرب من عشرين عامًا. تضاءل وجود الفايكنج حتى عام 1066، عندما خسر النرويجيون الغزاة معركتهم الأخيرة مع الإنجليز في معركة جسر ستامفورد. وبعد تسعة عشر يومًا حدث غزو النورمان لإنجلترا، والنورمان أنفسهم ينحدرون من النرويجيين، حيث قاموا بهزيمة الجيش الإنجليزي وإضعافه في موقعة هاستنجز.

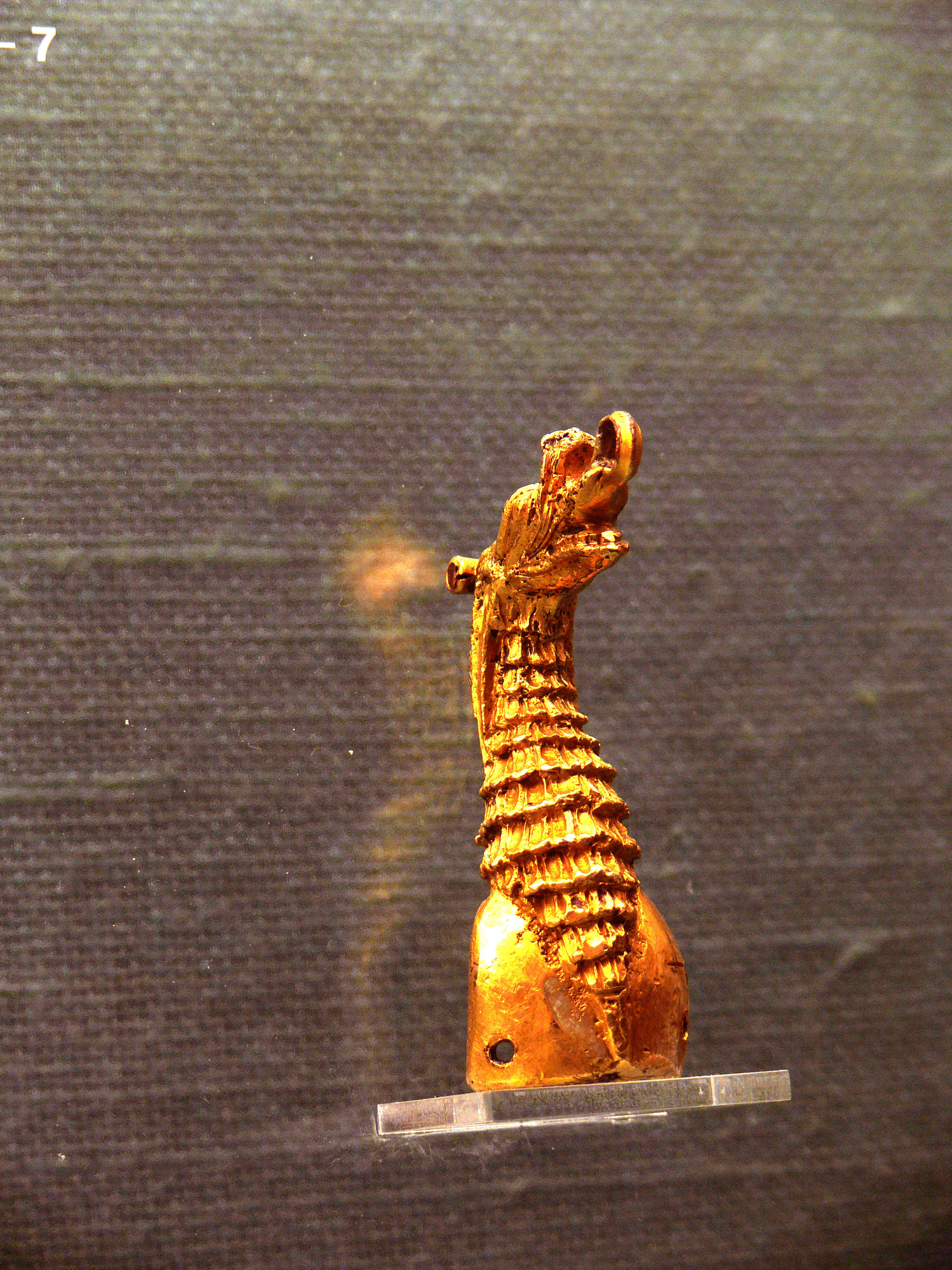
مطلية بالذهب الناري من أيرلندا، وجد في قبر من قبور الفايكنج في ستافانغر بالنرويج (المتحف الوطني الدانماركي بكوبنهاجن)

رأس تنين 

### أيرلندا

#### مرحلة بناء قواعد بحرية محصنة
شنّ الفايكنج هجمات واسعة في أيرلندا وأسسوا مدن وترفورد وكورك ودبلن وليمريك. واستقر الفايكنج والإسكندنافيون واختلطوا مع الأيرلنديين. وانعكست الثقافة الإسكندنافية على الأدب والصناعات اليدوية والطرازات المزخرفة في أيرلندا وبريطانيا. وتاجَر الفايكنج في الأسواق الأيرلندية في دبلن. وعُثر، خلال أعمال التنقيب، على أقمشة مستوردة من إنجلترا وبيزنطة وبلاد فارس وآسيا الوسطى. وأصبحت مدينة دبلن مزدحمة جدًا بحلول القرن الحادي عشر حتى أن المنازل كانت تُشيد خارج أسوار المدينة.
قام الفايكنج بنهب الأديرة الموجودة على الساحل الغربي لأيرلندا عام 795 ومن ثم انتشروا لتغطية بقية الخط الساحلي. وكان شمال الجزيرة وشرقها هي المناطق الأكثر تضررًا. خلال الـ 40 سنة الأولى، قاد هذه الهجمات مجموعات صغيرة متنقلة من الفايكنج. وفي عام 830، تألفت المجموعات من أساطيل كبيرة من سفن الفايكنج. ومنذ عام 840، بدأ الفايكنج في إنشاء قواعد دائمة على السواحل. وكانت مدينة دبلن أهم مستعمرة على المدى الطويل. وأصبح الأيرلنديون معتادين على وجود الفايكنج، وفي بعض الحالات أصبحوا حلفاء وتزوجوا بعضهم البعض.
في عام 832، غزا أسطول من الفايكنج، مكون من حوالي 120 سفينة، الممالك على سواحل أيرلندا الشمالية والشرقية. يعتقد البعض أن ازدياد عدد الغزاة تزامن مع رغبات القادة الإسكندنافيين في توجيه هجمات تحقق لهم مكاسب على السواحل الغربية لأيرلندا. وخلال منتصف ثلاثينيات القرن التاسع (830) بدأت الهجمات بالتوغل في أيرلندا على النقيض من الهجمات السابقة التي كانت تلمس السواحل فقط. وجعلت الممرات المائية الصالحة للملاحة من هذا الاختراق الأعمق أمرًا ممكن تحقيقه. وبعد عام 840، كان للفايكنج عدة قواعد في مواقع إستراتيجية متناثرة في جميع أنحاء أيرلندا.
في عام 838، دخل أسطول فايكنج صغير نهر ليفي في أيرلندا الشرقية. وأقام الفايكنج قاعدة، سماها الأيرلنديون القاعدة البحرية المحصنة. ثم أصبحت هذه القاعدة في النهاية قاعدة دبلن. وبعد هذا التداخل، واجه الأيرلنديون قوات الفايكنج لمدة تقدر بحوالي 40 عامًا. كما أقام الفايكنج قواعد بحرية محصنة في كورك وليمريك ووترفورد وويكسفورد. واستطاع الفايكنج الإبحار خلال النهر الرئيسي وفروعه إلى مناطق مختلفة من البلاد.

#### معركة كلونتارف
تُعد معركة كلونتارف واحدة من آخر المعارك الكبرى التي شارك فيها الفايكنج والتي حدثت في 23 أبريل عام 1014، والتي تقاتل فيها الفايكنج مع الجيش الأيرلندي بقيادة الملك بريان بورو ومع الجيش المعارض لهم بقيادة الفايكنج. وقد صور الأدب الأيرلندي وأدب الفايكنج معركة كلونتارف كجمع لهذا العالم مع القوى غير الطبيعية. فعلى سبيل المثال، كانت الساحرات والعفاريت والشياطين موجودة. وتصور إحدى قصائد الفايكنج هذه البيئة بأنها بيئة وثنية جدًا. فقد كانت الفتيات الأسطوريات يُغنين ويقررن من يعيش ومن يموت.

### اسكتلندا
على الرغم من توفر عدد قليل من السجلات، يُعتقد أن الفايكنج قادوا أولى هجماتهم في اسكتلندا على الجزيرة المقدسة إيونا عام 794، وهو العام التالي لهجومهم على الجزيرة المقدسة الأخرى ليندسفارن في نورثمبريا.
في عام 839، اجتاح أسطول إسكندنافي كبير نهر تاي ونهر إرن، اللذين كانا صالحان جدًا للملاحة، ووصلوا إلى قلب مملكة بيكتس بمملكة فورتراي. وهزموا إيوجان أونجوسا، ملك البيكتس وأخوه بران وملك الاسكتلنديين دالريادا، آيد ماك بونتا مع العديد من أعضاء الطبقة الأرستقراطية البكتية في المعركة. وانهارت المملكة الراقية التي كانت قد بنيت كما انهارت القيادة البكتية، التي كانت راسخة لأكثر من مائة عام منذ عهد أنجوس ماك فيرجسون (ويمكن أن يعزى انضمام كينيث الأول بصفته ملك البيكتس والأسكتلنديين إلى الآثار المترتبة على هذا الحدث).

#### منطقة نفوذ إيرل أوركني
بحلول منتصف القرن التاسع، استقر النرويجيون في شتلند بـجزر أوركني (جزر الشمال- جزر الشمال) وجزر الهبرديس وجزيرة مان (جزر الهبرديس الخارجية- جزر الهبرديس الخارجية - وهذا باقٍ في أبرشية سودور ومان) وأجزاء من أرض اسكتلندا. وكان المستوطنون الإسكندنافيون مندمجين إلى حد ما مع سكان غيليه المحليين (انظر-الشعب الغيلي الإسكندنافي) في هبرديس ومان. وقد حكم هذه المناطق الإيرلات المحليون، الذين كانوا في الأصل قباطنة سفن أو قادة عسكريين محليين من الفايكنج. ومع ذلك، طالب إيرل أوركني وشتلند بالسيادة عليها.
في عام 875، قاد الملك هارالد فايرراير أسطولاً من النرويج إلى اسكتلندا. وخلال محاولته لتوحيد النرويج، وجد أن العديد من أولئك المعارضين لصعوده إلى السلطة قد لجأوا إلى الجزر. ومنها، كانوا يغيرون ليس فقط على أراض أجنبية ولكنهم كانوا يهاجمون النرويج نفسها. فقام بإنشاء أسطول وكان قادرًا على إخضاع المتمردين، وبذلك جمع الإيرلات المستقلين تحت سيطرته بعد أن فر العديد من المتمردين إلى آيسلندا. ووجد نفسه ليس فقط حاكمًا للنرويج ولكن أيضًا للجزر ولجزيرة مان وأجزاء من اسكتلندا.

#### ملوك الجزر
في عام 876، تمرد الشعب الغيلي بجزيرة مان وجزر هبرديس ضد هارالد. وتم إرسال أسطول بقيادة كيتيل فلاتنوز لمقاومة هذا التمرد واستعادة السيطرة. وبنجاحه، كان كيتيل ليحكم جزر سادريز (هبرديس) باعتباره تابعًا لـ الملك هارالد. وكان حفيداه ثورستين الأحمر وسيجورد إيشتاينسون الملقب بسيجورد العظيم، إيرل أوركني الذي غزا اسكتلندا، قادرين على انتزاع الجزية مما يقرب من نصف المملكة حتى توفوا في إحدى المعارك. فأعلن كيتيل نفسه ملكًا على الجزر. وفي النهاية تم حرمانه من حماية القانون وخوفًا من قيام الحكومة بالدفع لأحد الأشخاص لقتله فر كيتيل إلى آيسلندا.
استمر ملوك الجزر الغيليين في التصرف بشكل شبه مستقل، وفي عام 973 شكلوا تحالفًا دفاعيًا مع ملوك اسكتلندا وستراثكلايد. وفي عام 1095، قُتل ملك جزيرة مان والجزر جودرد كروفان على يد ماجنوس حافي القدمين، ملك النرويج. واتفق ماجنوس والملك إدغار، ملك اسكتلندا على معاهدة. وهي أن تُسيطر النرويج على الجزر، ولكن تذهب أراضي البر الرئيسي إلى اسكتلندا. واستمر ملك النرويج في كونه ملك الجزر وجزيرة مان صوريًا فقط. ومع ذلك، انقسمت المملكة إلى مملكتين عام 1156. فاستمرت الجزر الغربية وجزيرة مان باسم «مملكة مان والجزر»، ولكن أصبحت جزر هبرديس الداخلية تحت نفوذ سومرليد، وهو أحد المتحدثين بـاللغة الغيلية والذي تم تنصيبه «ملكًا على هبرديس». وتطورت مملكته حتى أصبحت أخيرًا مملكة الجزر.
في أبردينشاير الشرقية غزا الدانماركيون على الأقل شمالاً حتى المنطقة بالقرب من خليج كرودن.
واصل إيرلات أوركني حكمهم لمعظم اسكتلندا الشمالية حتى عام 1196، عندما وافق هارالد مادادسون على دفع ضريبة إلى ويليام الأسد، ملك الأسكتلنديين، على أراضيه الموجودة على البر الرئيسي.
تعتبر عمومًا النهاية الحقيقية لعصر الفايكنج في اسكتلندا عام 1266. ففي عام 1263، وصل الملك هاكون الرابع ملك النرويج، ردًا على حملة الاسكتلنديين على سكاي (Skye)، إلى الساحل الغربي بأسطول من النرويج وأوركني. واتصل أسطوله بأساطيل ماجنوس الثالث ملك جزيرة مان|ماجنوس ملك جزيرة مان]] ودوجال ملك هبرديس. وبعد فشل محادثات السلام، التقت قواته مع الاسكتلنديين في لارجس في أيرشاير وأثبتت المعركة أنها غير حاسمة، ولكنها أكدت بالفعل أن الإسكندنافيين لم يكونوا قادرين على شن هجوم آخر هذا العام. ومات هاكون أثناء فترة الإسبات في أوركني، وبحلول عام 1266، تنازل ابنه ماجنوس مصلح القانون عن مملكة مان والجزر، مع جميع الجزر الموجودة على بر اسكتلندا الرئيسي إلى ألكسندر الثالث، من خلال معاهدة بيرث.
استمر حكم أوركني وشتلند كأراضٍ مستقلة تحت نفوذ الإيرلات وتحت سلطة النرويج حتى عام 1468، عندما تعهد لهم الملك كريستيان الأول ملك الدنمارك بتأمين مهر ابنته، التي كانت مخطوبة إلى جيمس الثالث ملك اسكتلندا. وعلى الرغم من إجراء محاولات خلال القرنين السابع عشر والثامن عشر لتخليص شتلند، إلا إنها كانت دون جدوى، وقام تشارلز الثاني بالتصديق على الرهن في قانون 1669 لضم أوركني وشتلند إلى المملكة، مستثنيهم صراحة من أي «انحلال لأراضي جلالته»، ويعتبرون حاليًا جزءًا رسميًا من المملكة المتحدة.

### ويلز
لم يستعمر الفايكنج ويلز بشكل كبير كما استعمروا شرق إنجلترا. ومع ذلك، استقر الفايكنج بالفعل في الجنوب حول القديس داوود وهافيرفوردويست وجوير، من بين أماكن أخرى. وتبقى أماكن مثل سكوكهولم (Skokholm) وسكومر (Skomer) وسوانسي (Swansea) دليلاً على استيطان الإسكندنافيين. ومع ذلك، لم يقهر الفايكنج الممالك الويلزية الجبلية.

### آيسلندا
حسب القصص الملحمية، استوطن آيسلندا النرويجيون الفارون من الحكم القمعي لـهارالد فايرراير (أواخر القرن الـ 9). وفي حين كانت الحياة قاسية، إلا أن الأرض سمحت بحياة الزراعة الرعوية المألوفة لدى الإسكندنافيين. ووفقًا لملحمة إريك الأحمر، عندما نُفي إريك من آيسلندا أبحر غربًا وكان من أوائل من استعمروا جرينلاند.

### جرينلاند
أنشئت مستوطنات الفايكنج في جرينلاند في المضايق المحمية على الساحل الجنوبي والغربي. واستوطنوا في ثلاث مناطق منفصلة على طول 650 كيلومترًا تقريبًا من الساحل الغربي. وفي حين كانت الحياة قاسية، سمحت المناخات على طول بعض المضايق بنمط الحياة الرعوية المشابهة للحياة في آيسلندا.
- المستوطنة الشرقية (61°00′N 45°00′W / 61.000°N 45.000°W). تم العثور على بقايا حوالي 450 مزرعة هنا. واستقر إريك الأحمر في براتهاليد على مضيق إريك.
- المستوطنة الوسطى (62°00′N 48°00′W / 62.000°N 48.000°W) موجودة بالقرب من أيفتيوت الحديثة، وكانت تتكون من حوالي 20 مزرعة.
- المستوطنة الغربية (64°00′N 51°00′W / 64.000°N 51.000°W) في مضيق يسمى حديثًا صوت جيلبرت الذي أنشئ قبل القرن الثاني عشر. حيث قام علماء الآثار بحفره باتساع كبير.

## أوروبا الجنوبية والشرقية

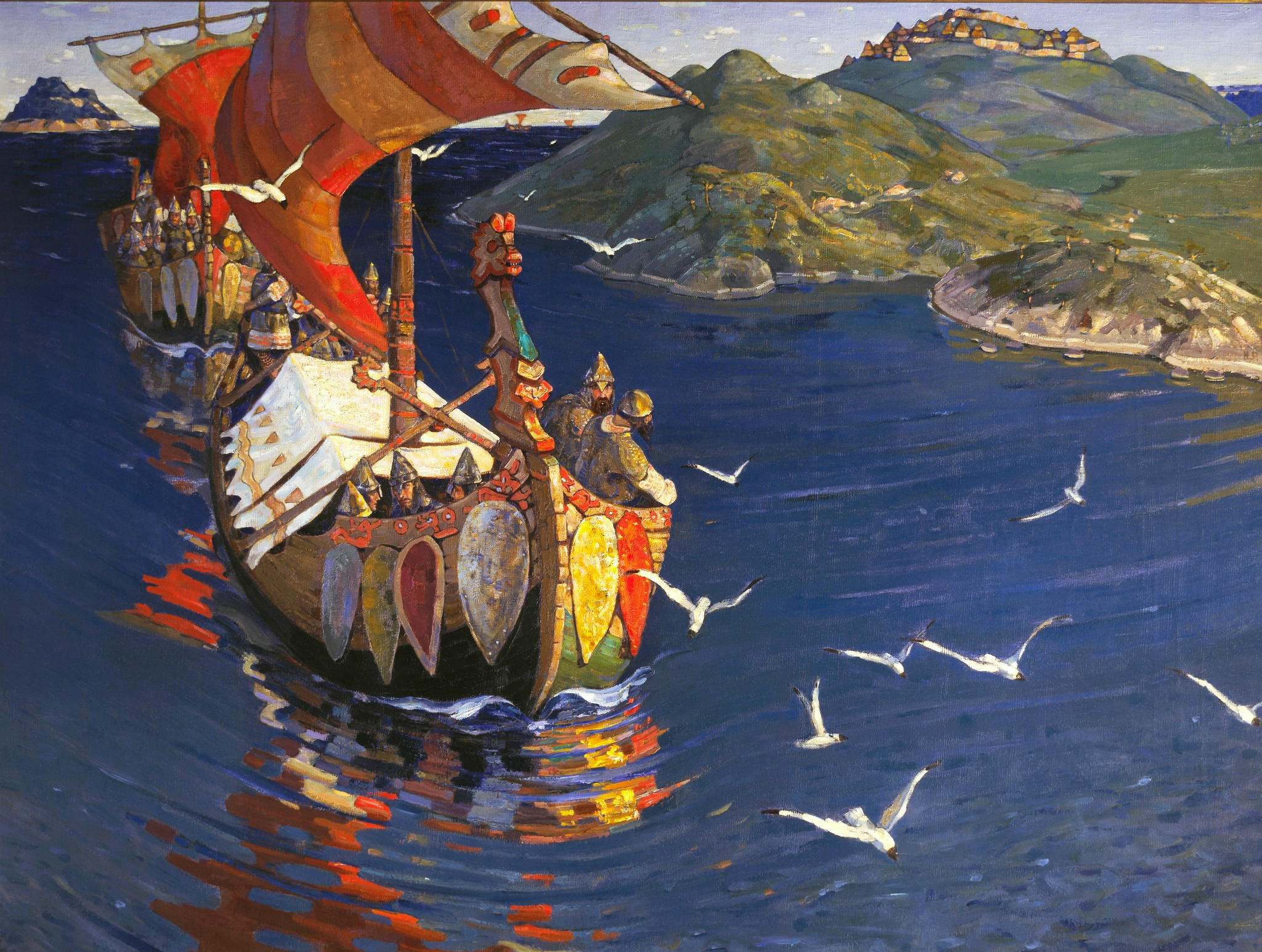
للضيوف القادمين عبر البحار، لوحة بريشة نيكولاس روريك (Nicholas Roerich) (1899)

كان الإفرنج أو الـ Varyags (بالروسية و (بالأوكرانية: Варяги)‏, Varyagi) ويُشار إليهم أحيانًا باسم Variagians إسكندنافيين معظمهم سويديون، وهم الذين هاجروا شرقًا وغربًا خلال ما يُعرف الآن بروسيا وأوكرانيا وخصوصًا في القرنين التاسع والعاشر. وبانخراطهم في أنشطة التجارة والقرصنة والمرتزقة طافوا بقنوات النهر والحمولات من كييف روس، حتى وصلوا إلى بحر قزوين والقسطنطينية.
وتستخدم المنشورات الإنجليزية أيضًا اسم «فايكنج» للإشارة إلى الإفرنج الأوائل في بعض السياقات.

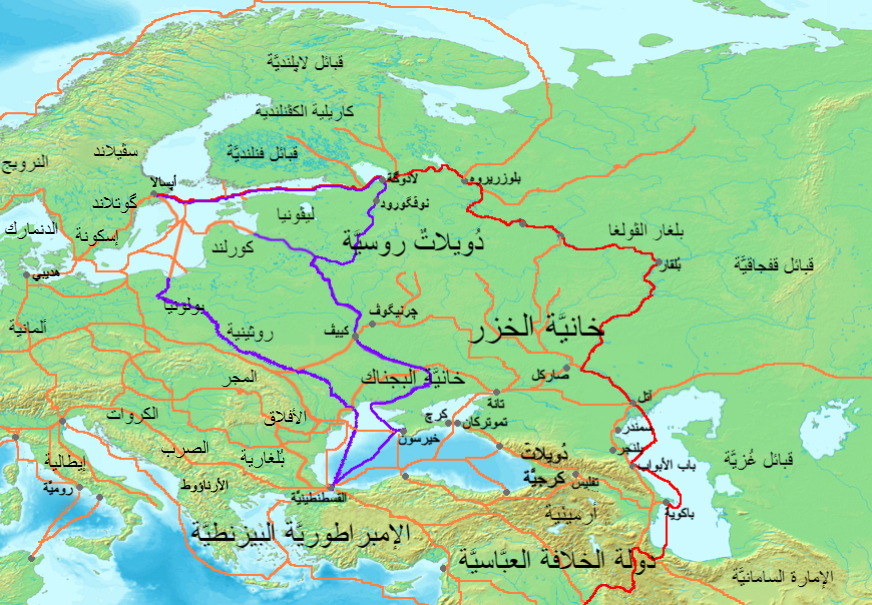
خريطة توضح الطرق التجارية الرئيسية التي استخدمها الإفرنج : طريق فولجا التجاري (باللون الأحمر) والطريق التجاري من بلاد الإفرنج إلى بلاد الإغريق (باللون الأرجواني). وتُعرض طرق التجارة الأخرى في القرنين الثامن والحادي عشر موضحة باللون البرتقالي.

ظل مصطلح الإفرنج مستخدمًا في الإمبراطورية البيزنطية حتى القرن الثالث عشر، منفصلاً بشكل كبير عن أصوله الإسكندنافية عندئذ.
وبعد أن استقروا في ستارايا لادوجا (لادوجا) في الخمسينيات من القرن الثامن (750)، كان المستعمرون الإسكندنافيون على الأرجح عنصرًا في النظرية الإثنية المبكرة لـشعب كييف روس وربما لعبوا دورًا في تشكيل روس الكييفية. وقد ذُكر الإفرنج (Varyags، في السلافية الشرقية القديمة) لأول مرة في الوقائع الأولية على أنهم كانوا يحصلون على ضريبة فرضوها على قبائل الصّقالبة والفنلنديين البلطيق عام 859. وكان هذا الوقت هو وقت التوسع السريع للفايكنج في أوروبا الشمالية؛ حيث بدأت إنجلترا في دفع ضريبة الدانيون عام 859، وواجه الكيرونيان الذي يعيش بمدينة جروبين غزوًا من السويديين في نفس التاريخ تقريبًا.
في عام 862، تمردت القبائل الفنلندية والسلافية ضد روس الإفرنج، وأجبروهم على الرجوع للخارج إلى إسكندنافيا ولكن سرعان ما بدأوا القتال مع بعضهم البعض. ودفعت الاضطرابات القبائل إلى دعوة روس الإفرنج للعودة «ليأتوا ويحكموهم» ولكي يحلوا السلام في المنطقة. واعتبر ذلك إلى حد ما كإقامة علاقة ثنائية مع الإفرنج للدفاع عن المدن التي كانوا يحكمونها. وقد استقر الإفرنج الذين تمت دعوتهم (الذين يُسمون بـروس)، بقيادة روريك وأخويه تروفر وسينيوس، حول مدينة فيليكي نوفغورود باللغة الإفرنجية.
في القرن التاسع، قامت قبائل كييف روس بتشغيل طريق فولجا التجاري، الذي كان يربط روسيا الشمالية (Gardariki) بالشرق الأوسط (Serkland). وبينما انخفضت حركة التجارة على طريق فولجا بنهاية هذا القرن، زادت شعبية الطريق التجاري من بلاد الإفرنج إلى بلاد الإغريق بسرعة. وباستثناء لادوجا ونوفغورود، كان نيوزديفو وجزيرة غوتلاند مركزين رئيسيين للتجارة في بلاد الإفرنج.
يميل المؤرخون الغربيون إلى الاتفاق مع الوقائع الأولية في أن هذه الدول الإسكندنافية أسست كييف روس في ثمانينيات القرن التاسع (880) وأعطوا اسمهم لهذه الأرض. ويعارض الكثير من علماء السلافية هذه النظرية التي تتحدث عن تأثير الجرمانية[بحاجة لتوضيح] على شعب كييف روس واقترحوا سيناريوهات بديلة لهذا الجزء من تاريخ أوروبا الشرقية.
وعلى النقيض من التأثير الإسكندنافي الشديد في نورماندي والجزر البريطانية، لم تبقَ ثقافة الإفرنج إلى حد كبير في الشرق. بدلاً من ذلك، تأثرت طبقات الإفرنج الحاكمة في المدينتين المستقلتين ذاتيًا جمهورية نوفغورود وكييف تأثرًا تامًا بالثقافة السلافية بنهاية القرن العاشر. وبالرغم من ذلك، كان يتم التحدث بـ اللغة النوردية القديمة في منطقة واحدة من نوفغورود حتى القرن الثالث عشر.

## أوروبا الوسطى
أقيمت المستوطنات الإسكندنافية في عصر الفايكنج على طول الساحل الجنوبي لـ بحر البلطيق، في المقام الأول لأغراض التجارة. ويتطابق مظهرهم مع استيطان القبائل السلافية واندماجها في المناطق المعنية. وقد كان لدى الإسكندنافيين اتصالات مع السلاف منذ هجرتهم الفعلية، وسرعان ما تبع هذه الاتصالات الأولية كل من بناء إمبوريا الإسكندنافية وبلدان اسكتلندية سلافية في منطقتهم المجاورة. وكانت المستوطنات الإسكندنافية أكبر من نظيرتها السلافية الأولية، وكانت إنتاجية حرفييها أعلى بكثير جدًا، وعلى عكس السلاف الأوائل، كان الإسكندنافيون قادرون على السفر بالبحر. ومع ذلك اقتصرت أهميتهم في التجارة مع العالم السلافي على المناطق الساحلية ومناطقهم النائية.
تتضمن المستوطنات الإسكندنافية على ساحل مكلنبورغ مستوطنتي ريريك (Groß Strömkendorf) على الساحل الشرقي لـ خليج فيسمار، ودييركو (بالقرب من روستوك). أقيمت ريريك حوالي عام 700، ولكن لاحقًا بعد الحرب بين قبيلة أبوتريت والدانيون، أعاد التجار استيطان مدينة هيدابي. وازدهرت دييركو من أواخر القرن الـ 8 حتى أوائل القرن الـ 9.
وتشمل المستوطنات الإسكندنافية على ساحل بوميرانيا ولين (على جزيرة ولين) ورولزويك (على جزيرة روجين) والمعسكر القديم منزلين (في مصب نهر البينه) وباردي ويلوبي بالقرب من مدينة كولوبرزيغ الحديثة (كولبرج). وأقيمت مستوطنة منزلين في منتصف القرن الثامن. وبدأت ولين ورولزويك في الازدهار خلال القرن التاسع. كما أشير إلى أن مستوطنات التجار كانت بالقرب من أركونا، ولكن لا يدعم هذه النظرية أي دليل أثري. وقد أخليت مستوطنتي منزلين وباردي ويلوبي في أواخر القرن التاسع، وفعلتها رولزويك في الألفية الجديدة، ولكن في الوقت الذي ذكرت فيه الوقائع المكتوبة هذا الموقع في القرن الثاني عشر كان قد فقد كل أهميته. وقد تم تدمير ولين، التي يعتقد أنها متطابقة مع مدينة فينتا الأسطورية وجومسبرج شبه الأسطورية، قاعدة المرتزقة الفايكنج، على يد الدانماركيين في القرن الثاني عشر.
عُثر على رؤوس سهام الإسكندنافيين من القرنين الثامن والتاسع بين الساحل وسلاسل البحيرة في المناطق النائية بـ مكلنبورغ وبوميرانيا، مما يشير إلى فترات الحروب بين الإسكندنافيين والسلاف.
وجدت المستوطنات الإسكندنافية على طول الساحل الجنوبي الشرقي لـ بحر البلطيق في تروسو وكاوب (بروسيا القديمة) وفي جروبين (كورلاند ولاتفيا).

## أوروبا الغربية

### فرنسا
أخذت المنطقة الفرنسية نورماندي اسمها من الغزاة الفايكنج الذين كانوا يدعَون بـ Normannorum، والتي تعني «رجال الشمال».
بدأت أولى هجمات الفايكنج بين عامي 790 و800 على طول سواحل غرب فرنسا. وقد شنوا هذه الهجمات في فصل الصيف أولاً، حيث كان الفايكنج يقضون الشتاء في الدول الإسكندنافية. وفُقدت العديد من المناطق الساحلية في عهد لويس الورع (814 – 840). ولكن استفاد الفايكنج من الخلافات الموجودة في العائلة الملكية التي نشبت بعد وفاة لويس الورع في إقامة مستعمرتهم الأولى في منطقة الجنوب الغربي (غاسكونيه) من إمبراطورية الفرنجة، التي تخلى عنها ملوك الفرنجة إلى حد بعيد أو قريب بعد هزيمتهم مرتين في موقعة رونسيفو. وقد تسببت هذه الغارات عام 841 في أضرار جسيمة بمدينتي روان وجومييه. وسعى المهاجمون الفايكنج للاستيلاء على الكنوز المخزنة في الأديرة، التي كانت فريسة سهلة نظرًا لضعف القدرة الدفاعية للرهبان. وفي عام 845، وصلت رحلة استكشافية عبر نهر السين إلى باريس. وربما يمثل وجود عملة الفرنجة الكارولنجينالديناريوس حوالي عام 847، التي وُجدت عام 1871 في المخزون الموجود بمولا بودن بمقاطعة ليمريك، حيث لم تكن العملات مسكوكة ولم تُستخدم عادة في التجارة، الغنائم التي حصلوا عليها من غاراتهم بين عامي 843 و846. وبعد عام 851، بدأ الفايكنج في البقاء في وادي السين المنخفض خلال فصل الشتاء. وقد جدّف الفايكنج أكثر من مرتين إلى باريس في الستينيات من القرن التاسع (860)، مغادرين فقط عندما يحصلون على غنيمة كافية أو رشاوي من حكام كارولنجيين.
نزع الملوك الكارولنجيون إلى استخدام سياسات متناقضة، الأمر الذي كان له عواقب وخيمة. ففي عام 867، وقّع شارل الأصلع على معاهدة كومبين، التي بموجبها وافق على التنازل عن شبه جزيرة كونتنتين إلى ملك بريطون سالومون، سالومون، بشرط أن يُقسم سالومون على الولاء والمحاربة كحليف ضد الفايكنج. ومع ذلك، في عام 911 أجبر قائد الفايكنج رولو النورماندي شارل البسيط على توقيع معاهدة سان كلير سورإبت، والتي بموجبها يعطي شارل مدينة روان والمنطقة التي هي في الوقت الحاضر هوت نورماندي إلى رولو، ليؤسس دوقية نورماندي. وفي المقابل، تعهد رولو بالتبعية لشارل عام 940، ووافق على التعميد وتعهد بحراسة خور نهر السين من غارات الفايكنج الأخرى.
في حين نُهبت العديد من المباني أو احترقت أو دمرتها غارات الفايكنج، ربما كانت المصادر الكنسية سلبية للغاية حيث لم تُدمر أية مدينة بالكامل. ومن ناحية أخرى، نُهبت العديد من الأديرة ودُمرت جميع الكنائس. وجلب رولو وخلفائه الاستشفاء السريع من الغارات.
كان الاستعمار الإسكندنافي في الأصل دانماركيًا، مع وجود عنصر نرويجي قوي. ووجود القليل من السويديين. وساهم دمج الإسكندنافيين مع العناصر الأصلية في خلق واحدة من أقوى الدول الإقطاعية في أوروبا الغربية. وأتاحت القدرة البحرية للنورمان غزو إنجلترا وغزو النورمان لجنوب إيطاليا ولعب دورًا رئيسيًا في الحملات الصليبية.

### الأندلس
بعد عام 842، عندما أقام الفايكنج قاعدة دائمة عند مصب نهر لوار، تمكنوا من شن غارات وصلت إلى شمال شبه الجزيرة الإيبيرية. وهاجموا قادس عام 844 ميلادية وفي بعض غاراتهم تم سحقهم إما عن طريق مملكة أستورياس أو جيوش الإمارة. هؤلاء الفايكنج كانوا ممن يتحدثون الإسبانية في جميع الممالك المسيحية، في حين أنهم أبقوا على هويتهم العرقية وثقافتهم في بلاد الأندلس.
في عام 1015، دخل أسطول من أساطيل الفايكنج نهر مينيو ونهب المدينة الأسقفية توي في (غاليسيا)، ولم يتم تعيين أسقف جديد لها حتى عام 1070.
في عام 844، ظهرت العشرات من السفن البحرية الطويلة في "Mar da Palha" («بحر سترو»، مصب نهر تاجة). وبعد حصار، غزا الفايكنج مدينة لشبونة (في ذلك الوقت، كانت المدينة تحت الحكم الإسلامي وتعرف باسم الاشبونة). وغادروا بعد 13 يومًا، بعد مقاومة قادها عبد الله بن حزم وسكان المدينة.
حاول الفايكنج شن غارة أخرى عام 966، ولكن لم ينجحوا.

## أراضٍ أخرى

### أمريكا الشمالية
في حوالي عام 986، وصل بيارني هيرجولفسون وليف إريكسون وثورفين كارلسيفني من جرينلاند إلى أمريكا الشمالية وحاولوا استيطان الأرض التي سموها فينلاند. وأنشأوا مستوطنة صغيرة في شبه الجزيرة الشمالية التي هي في الوقت الحاضر نيوفاوندلاند، بالقرب من جون قنديل البحر. وقد أنهى، الصراع مع الشعوب الأصلية ونقص الدعم من جرينلاند، وجود مستعمرة فينلاند في غضون سنوات قليلة. وتعد البقايا الأثرية الآن أحد مواقع التراث العالمي التي تتبع الأمم المتحدة.

## تأثير اللغة النوردية القديمة على اللغة الإنجليزية
كان التأثير اللغوي طويل الأجل لمستوطنات الفايكنج في إنجلترا تأثيرًا ثلاثيًا: حيث أصبحت أكثر من ألف كلمة نوردية قديمة في النهاية جزءًا من اللغة الإنجليزية الرسمية؛ وتمتلك أماكن عديدة في شرق إنجلترا وشمالها الشرقي أسماء دانماركية، والعديد من الأسماء الشخصية الإنجليزية لها أصول إسكندنافية. وتشمل الكلمات الإسكندنافية التي دخلت اللغة الإنجليزية landing وscore وbeck وfellow وtake وbusting وsteersman. ولم تظهر الغالبية العظمى من الكلمات المستعارة في أية وثائق حتى أوائل القرن الثاني عشر؛ وتشمل العديد من الكلمات الحديثة التي تستخدم أصوات sk- مثل skirt وsky و وskin؛ وتشمل الكلمات الأخرى التي ظهرت في المصادر المكتوبة في هذا الوقت again وawkward وbirth وcake وdregs وfog وfreckles وgasp وlaw وmoss وneck وransack وroot وscowl وsister وseat وsly وsmile وwant وweak وwindow تعني باللغة النوردية القديمة "wind-eye". وهناك بعض الكلمات التي دخلت حيز الاستخدام وكانت الأكثر شيوعًا في اللغة الإنجليزية، مثل to go وto come وto sit وto listen وto eat وboth وsame وget وgive. كما تأثر نظام الضمائر الشخصية بالضمائر they وthem وtheir مستبدلاً الأشكال السابقة. وأثرت اللغة النوردية القديمة على الفعل to be؛ ويكاد يكون مؤكدًا أن استبدال sindon بـ are له أصل إسكندنافي، مثل إضافة النهاية -s إلى الأفعال للمفرد الغائب في زمن المضارع.
هناك أكثر من 1500 اسم إسكندنافي لأماكن موجودة بإنجلترا، بشكل أساسي في يوركشاير ولينكولنشاير (داخل الحدود السابقة لـ دين لو): وتنتهي أكثر من 600 كلمة بالمقطع -by، وهي الكلمة الإسكندنافية لكلمة "farm" (مزرعة) — مثل Grimsby وNaseby وWhitby; بينما تنتهي كلمات أخرى كثيرة بـ -thorpe تعني ("village") (قرية) و-thwaite تعني ("clearing") (تنظيف) و-toft تعني ("homestead") (المسكن).
ولا يزال توزيع أسماء العائلة التي توضح التأثير الإسكندنافي، مثل ما يكشفه تحليل الأسماء التي تنتهي بـ -son من أنها كانت تتركز في الشمال والشرق، يتوافق مع مناطق استيطان الفايكنج السابقة. وتشير سجلات القرون الوسطى إلى أن أكثر من 60% من الأسماء الشخصية في يوركشاير ولينكولنشاير أظهرت التأثير الإسكندنافي.

## التكنولوجيا
كان الفايكنج مجهزين بسفن طويلة متفوقة تقنيًا؛ لأغراض تجارية وبرغم ذلك كان نوع آخر من السفن، يسمى كنار، وهو نوع أوسع وأعمق في هيكله، عادة ما يُستخدم. وقد كان الفايكنج بحارة أكفاء وبارعين في حروب البر والبحر وغالبًا ما كانوا يضربون أهدافًا سهلة المنال وضعيفة دفاعيًا، وعادة من حصن قريب. وقد أكسبت فعالية هذه التكتيكات الفايكنج سمعة كبيرة كمغيرين وقراصنة. كما راعى مؤرخو الأحداث قليلاً الجوانب الأخرى من الثقافة الإسكندنافية في القرون الوسطى. وقد وضحت هذه الحيْدة بسبب غياب وثائق المصدر الأولي المعاصرة من داخل مجتمعات عصر الفايكنج أنفسها. ولم يتوفر إلا عدد قليل من الأدلة حتى وقت لاحق، حين بدأت المصادر المسيحية في المساهمة. وبسبب توضيح المؤرخين وعلماء الآثار للمزيد من المصادر التي تقابل الوصف من جانب واحد وهو جانب مؤرخي الأحداث، أصبحت الصورة الأكثر توازنًا عن النورمان واضحة.
استخدم الفايكنج سفنهم الطويلة للسفر لمسافات كبيرة والحصول على فوائد تكتيكية مؤكدة في المعارك. فكان بإمكانهم تنفيذ هجمات الكر والفر بكفاءة عالية، التي كانوا يقتربون بها من أحد الأهداف بسرعة، ثم يغادرون بنفس السرعة قبل شن هجوم معاكس محتمل. وبسبب مشروع السفن المتواضع، تمكن الفايكنج من الإبحار في المياه الضحلة، مما مكنهم من غزو الأراضي الداخلية البعيدة على طول الأنهار. وكانت سرعة هذه السفن مذهلة أيضًا، فيبلغ الحد الأقصى لها 14–15 عقدة (26–28 كم/ساعة). وانتهى استخدام السفن الطويلة عندما تغيرت التكنولوجيا، وبدأ بناء السفن باستخدام المناشير بدلاً من البلطة. وأدى هذا إلى قلة جودة السفن.
في حين كانت المعارك في عرض البحر نادرة، إلا إنها كانت تحدث أحيانًا عندما حاولت سفن الفايكنج الصعود على متن السفن الأوروبية التجارية في المياه الإسكندنافية. وعندما تلاها معارك على نطاق أوسع، تمكنت أطقم الفايكنج من ربط جميع السفن القريبة ببعضها وتقدمت ببطء قدمًا نحو أهداف العدو. وبينما كانت تتقدم، ألقى المحاربون بالرماح والسهام وقذائف أخرى على الخصوم. وعندما كانت السفن قريبة بما يكفي، حدثت المعركة القتالية باستخدام الفؤوس والسيوف والرماح حتى تمكنوا من الصعود على متن سفن العدو بسهولة. وسمحت تقنية ربط الحبال لأطقم الفايكنج بالبقاء قوية في التصرف كفريق وكوحدة واحدة، ولكن هذا التوحد أيضًا خلق مشاكل. فلم تتمكن أية سفينة من سفن الفايكنج من التقهقر أو ملاحقة العدو دون كسر التشكيل وقطع الحبال، مما أدى لإضعاف أسطول الفايكنج بأكمله وجعل تأديتها لهذه المهمة أمرًا مرهقًا في خضم المعركة. بشكل عام، عملت هذه التكتيكات على تمكين الفايكنج من تدمير المقاومة الهزيلة بسهولة خلال الغارات.
بجانب زيادة الحكم المركزي في الدول الإسكندنافية، توقف العمل بالنظام القديم السخرة— نظام تعبئة الأسطول، حيث كان يتوجب على كل مجموعة سفن (مجموعة سفن) تسليم سفينة واحدة والطاقم. وأدت التغييرات في بناء السفن في بقية أوروبا إلى زوال بناء السفن الطويلة لأغراض عسكرية. وبحلول القرنين الحادي عشر والثاني عشر، تم بناء السفن القتالية الأوروبية مع رفع المنصات في الصدارة والخلف، والتي تمكن الرماة من خلالها من إسقاط السفن الطويلة المنخفضة نسبيًا.
كانت الإنجازات البحرية للفايكنج غير عادية. فعلى سبيل المثال، أنشأوا جداول بالمسافات للرحلات البحرية التي كانت محددة بدقة. ووُجد أنهم يختلفون فقط بنسبة 2 - 4% عن قياسات الأقمار الصناعية الحديثة، حتى في المسافات البعيدة مثل عبور المحيط الأطلسي[بحاجة لمصدر].
قد تكون المكونات الأثرية التي عثر عليها والمعروفة باسم عدسات فيسبي من الجزيرة السويدية غوتلند، مكونات لجهاز المقراب. ويبدو أن تاريخها يرجع إلى وقت طويل قبل اختراع المقراب في القرن السابع عشر. وتشير الأدلة الحديثة إلى أن الفايكنج استخدموا أيضًا البوصلة البصرية كأداة مساعدة في الملاحة، وذلك باستخدام خصائص تقسيم الضوء وتصفية الضوء في تصوير نزاع آيسلندا لتحديد موقع الشمس عندما تكون غير مرئية مباشرة.
يتكون أحد الاكتشافات الأثرية في السويد من جزء من العظم المثبت بمواد داخلية، ولم تؤرخ هذه القطعة حتى الآن. قد تكون هذه العظام بقايا تاجر من الشرق الأوسط.

## الديانة
وثنيين ولاحقاً اعتنق بعضهم المسيحية.

## مراكز التجارة

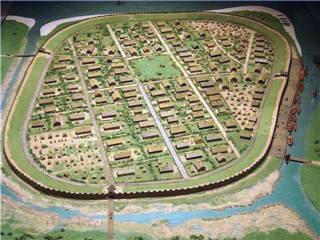
فترة إقامة الفايكنج حصون حول مدينة آرهوس (آرهوس) 950 م

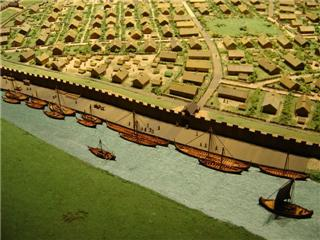
فترة إقامة الفايكنج حصون حول مدينة آرهوس

تشمل بعض الموانئ التجارية الأكثر أهمية خلال هذه الفترة كلاً من مدن حالية ومدن قديمة مثل آرهوس (الدانمارك) وريبي (الدانمارك) وهيدابي (ألمانيا) وفينتا (بوميرانيا) وتروسو (بولندا) وكوبانج (النرويج) وبيركا (السويد) وبوردو (فرنسا) ويورك (إنجلترا) ودبلن (أيرلندا) وستارايا لادوغا (روسيا).

## المستوطنات خارج الدول الإسكندنافية
الجزر البريطانية
- دين لو
- دبلن (دبلن) في إيرلندا
- يورك الإسكندنافية (يورك)
- مقاطعة البحيرة
- ليمريك (ليمريك)
- جزيرة مان
- أوركني وشتلند (أوركني وشتلند)
- هبرديس (هبرديس)
- كيثنيس وساثرلاند
- تاريخ وترفورد (وترفورد)
- أوروبا الغربيّة
- النورماندي
- أوروبا الشرقيّة
- كييف روس في روسيا
- غروبينا
- المحيط الأطلسي
- جزر فارو
- آيسلندا
- جرينلاند
- أمريكا الشماليّة
- جون قنديل البحر (وربما مساحة أكبر تسمى فنلندا)